# 임계천
임계천(영어: Imgyecheon, 중국어: 臨溪川)는 강원특별자치도 정선군을 흐르는 강이다.

## 발원
석병산의 골짜기 아래에서 발원하여, 정선군 북동쪽 임계면의 서쪽으로 흐르다 북부 여량에서 강원도 검룡소에서 발원한 골지천에 합류하여 흐르다 송천과 만나 정선읍 남쪽에서 조양강이 된다.

## 지명 유래
임계리를 지나는 하천이므로 임계천이라고 지명한다.

## 연관 단어
- 골지천
- 송천
- 조양강
- 남한강
- 한강